# Município de Lodi (condado de Athens, Ohio)
O município de Lodi (em inglês: Lodi Township) é um município localizado no condado de Athens no estado estadounidense de Ohio. No ano de 2010 tinha uma população de 1.425 habitantes e uma densidade populacional de 14,11 pessoas por km².

## Geografia
O município de Lodi encontra-se localizado nas coordenadas 39° 13′ 54″ N, 82° 01′ 03″ O. Segundo a Departamento do Censo dos Estados Unidos, o município tem uma superfície total de 100.97 km², da qual 100,72 km² correspondem a terra firme e (0,25 %) 0,25 km² é água.

## Demografia
Segundo o censo de 2010, tinha 1.425 habitantes residindo no município de Lodi. A densidade populacional era de 14,11 hab./km². Dos 1.425 habitantes, o município de Lodi estava composto pelo 96 % brancos, o 0,49 % eram afroamericanos, o 0,07 % eram amerindios, o 0,91 % eram asiáticos, o 0,21 % eram de outras raças e o 2,32 % eram de uma mistura de raças. Do total da população o 1,05 % eram hispanos ou latinos de qualquer raça.